# Elbert Root
Elbert Root   (Charleston, 20 de juliol de 1915 - Boston, 15 de juliol de 1983) fou un saltador estatunidenc que va competir durant la dècada de 1930.
El 1936 va prendre part en els Jocs Olímpics de Berlín, on guanyà la medalla de plata en la competició del salt de palanca de 10 metres del programa de salts.